# 周翰 (北京临时参议院议员)
周翰（？—？）福建省建阳县人，中华民国政治人物。

## 生平
周翰早年加入中国同盟会。1912年中华民国成立后，他当选为北京临时参议院议员。1913年至1914年，他任福建教育司司长。此后他曾任福建省私立法政专科学校校长。

## 家庭
- 子：周一凯
- 子：周一夔
- 侄子：周一鹗